# Neoborella pseudotsugae
Neoborella pseudotsugae är en insektsart som beskrevs av Kelton och Jon L. Herring 1978. Neoborella pseudotsugae ingår i släktet Neoborella och familjen ängsskinnbaggar. Inga underarter finns listade i Catalogue of Life.